# Natação nos Jogos Pan-Americanos de 2015 - 50 m livre feminino
As competições dos 50 metros livre feminino da natação nos Jogos Pan-Americanos de 2015 foram realizadas em 17 de julho no Centro Aquático CIBC Pan e Parapan-Americano, em Toronto.

## Calendário
Horário local (UTC-4).
| Data        | Horário | Fase          |
| ----------- | ------- | ------------- |
| 17 de julho | 11:32   | Eliminatórias |
| 17 de julho | 21:04   | Final B       |
| 17 de julho | 21:08   | Final A       |

## Medalhistas
| Ouro   | BAH Arianna Vanderpool-Wallace |
| Prata  | BRA Etiene Medeiros            |
| Bronze | USA Natalie Coughlin           |

## Recordes
Antes desta competição, os recordes mundiais e pan-americanos da prova eram os seguintes:
| Tipo                             | Atleta             | Tempo | Local       | Data                  |
| -------------------------------- | ------------------ | ----- | ----------- | --------------------- |
|                                  | GER Britta Steffen | 23s73 | Roma        | 2 de agosto de 2009   |
| Recorde dos Jogos Pan-Americanos | USA Lara Jackson   | 25s09 | Guadalajara | 21 de outubro de 2011 |

## Resultados

### Eliminatórias
A eliminatória foi realizada em 17 de julho. 
| Pos. | Bateria | Raia | Nadador                    | Nacionalidade                | Tempo | Notas |
| ---- | ------- | ---- | -------------------------- | ---------------------------- | ----- | ----- |
| 1    | 4       | 4    | Arianna Vanderpool-Wallace | BAH Bahamas                  | 24.31 | QA,   |
| 2    | 2       | 4    | Etiene Medeiros            | BRA Brasil                   | 24.75 | QA    |
| 2    | 4       | 5    | Madison Kennedy            | USA Estados Unidos           | 24.75 | QA    |
| 4    | 3       | 5    | Graciele Herrmann          | BRA Brasil                   | 24.97 | QA    |
| 5    | 3       | 4    | Chantal van Landeghem      | CAN Canadá                   | 24.99 | QA    |
| 6    | 2       | 5    | Natalie Coughlin           | USA Estados Unidos           | 25.07 | QA    |
| 6    | 4       | 3    | Michelle Williams          | CAN Canadá                   | 25.07 | QA    |
| 8    | 3       | 3    | Vanessa García             | PUR Porto Rico               | 25.37 | QA    |
| 9    | 4       | 6    | Liliana Ibáñez             | MEX México                   | 25.46 | QB    |
| 10   | 2       | 2    | Chinyere Pigot             | SUR Suriname                 | 25.76 | QB    |
| 11   | 3       | 6    | Arlene Semeco              | VEN Venezuela                | 25.83 | QB    |
| 12   | 4       | 2    | Isabella Arcila            | COL Colômbia                 | 25.89 | QB    |
| 13   | 3       | 2    | Karen Torrez               | BOL Bolívia                  | 26.01 | QB    |
| 14   | 4       | 7    | Aixa Triay                 | ARG Argentina                | 26.03 | QB    |
| 15   | 2       | 6    | Allyson Ponson             | ARU Aruba                    | 26.22 | QB    |
| 16   | 2       | 3    | Ariel Weech                | BAH Bahamas                  | 26.32 | QB    |
| 17   | 2       | 7    | Elisbet Gamez              | CUB Cuba                     | 26.39 |       |
| 18   | 3       | 7    | Loren Bahamonde            | ECU Equador                  | 26.70 |       |
| 19   | 4       | 8    | Marie Meza                 | CRC Costa Rica               | 26.74 |       |
| 20   | 4       | 1    | Karen Riveros              | PAR Paraguai                 | 27.17 |       |
| 21   | 3       | 1    | Elinah Phillip             | IVB Ilhas Virgens Britânicas | 27.37 |       |
| 22   | 3       | 8    | Dalia Torrez               | NCA Nicarágua                | 27.80 |       |
| 23   | 1       | 4    | Jamaris Washshah           | ISV Ilhas Virgens Americanas | 27.87 |       |
| 24   | 1       | 3    | Samantha Roberts           | ANT Antígua e Barbuda        | 27.91 |       |
| 25   | 1       | 5    | Trudian Patrick            | JAM Jamaica                  | 27.99 |       |
| 26   | 2       | 8    | Oreoluwa Cherebin          | GRN Granada                  | 28.28 |       |
| 27   | 1       | 6    | Onika George               | GUY Guiana                   | 29.03 |       |
| 28   | 2       | 1    | Izzy Shne Joachim          | VIN São Vicente e Granadinas | DNS   |       |

### Final B
A final B foi realizada em 17 de julho. 
| Pos. | Raia | Nadador         | Nacionalidade | Tempo | Notas            |
| ---- | ---- | --------------- | ------------- | ----- | ---------------- |
| 9    | 4    | Liliana Ibáñez  | MEX México    | 25.48 |                  |
| 10   | 5    | Chinyere Pigot  | SUR Suriname  | 25.79 |                  |
| 10   | 3    | Arlene Semeco   | VEN Venezuela | 25.79 |                  |
| 12   | 6    | Isabella Arcila | COL Colômbia  | 25.82 |                  |
| 13   | 7    | Aixa Triay      | ARG Argentina | 26.00 | Recorde nacional |
| 14   | 2    | Karen Torrez    | BOL Bolívia   | 26.12 |                  |
| 15   | 8    | Ariel Weech     | BAH Bahamas   | 26.28 |                  |
| 16   | 1    | Allyson Ponson  | ARU Aruba     | 26.37 |                  |

### Final A
A final A foi realizada em 17 de julho. 
| Pos.              | Raia | Nadador                    | Nacionalidade      | Tempo | Notas                 |
| ----------------- | ---- | -------------------------- | ------------------ | ----- | --------------------- |
| Medalha de ouro   | 4    | Arianna Vanderpool-Wallace | BAH Bahamas        | 24.38 |                       |
| Medalha de prata  | 5    | Etiene Medeiros            | BRA Brasil         | 24.55 | Recorde sul-americano |
| Medalha de bronze | 7    | Natalie Coughlin           | USA Estados Unidos | 24.66 |                       |
| 4                 | 2    | Chantal van Landeghem      | CAN Canadá         | 24.70 |                       |
| 5                 | 3    | Madison Kennedy            | USA Estados Unidos | 24.80 |                       |
| 6                 | 1    | Michelle Williams          | CAN Canadá         | 24.91 |                       |
| 7                 | 6    | Graciele Herrmann          | BRA Brasil         | 24.94 |                       |
| 8                 | 8    | Vanessa García             | PUR Porto Rico     | 25.21 |                       |

Legenda
| Recorde mundial                  | Recorde mundial (World record)               |                       | Recorde africano                      | Recorde africano (African) |                                           | Q | Classificado por posição (Qualified) |
| Recorde dos Jogos Pan-Americanos | Recorde pan-americano (Pan-American record)  | Recorde da América    | Recorde da América (Americas)         | q                          | Classificado por melhor tempo (Qualified) |   |                                      |
| Melhor marca do ano              | Melhor marca do ano (World leading)          | Recorde asiático      | Recorde asiático (Asian)              | DNS                        | Não largou (Did not start)                |   |                                      |
| Recorde nacional                 | Recorde nacional (National record)           | Recorde europeu       | Recorde europeu (European)            | DNF                        | Não terminou (Did not finish)             |   |                                      |
| Recorde pessoal                  | Recorde pessoal do atleta (Personal best)    | Recorde da Oceania    | Recorde da Oceania (Oceania)          | DSQ / DQ                   | Desclassificado (Disqualified)            |   |                                      |
| Recorde da temporada             | Recorde da temporada do atleta (Season best) | Recorde sul-americano | Recorde sul-americano (South America) | NM                         | Sem marca (No mark)                       |   |                                      |